# Локтевая артерия
Локтевая артерия (лат. arteria ulnaris) — основная артерия медиальной части предплечья, является продолжением плечевой артерии. 

## Ход артерии
Локтевая артерия возникает из бифуркации (раздвоения) плечевой артерии в локтевой ямке и заканчивается в поверхностной ладонной дуге, соединяясь с поверхностной ветвью лучевой артерии. 
По своему ходу артерия проходит под круглым пронатором, до середины предплечья идёт косо, отклоняясь в медиальную сторону. В дистальной половине предплечья артерия идёт параллельно локтевой кости, после чего у латеральной стороны гороховидной кости проходит в локтевой канал запястья и, перейдя на ладонную сторону, участвует в формировании поверхностной ладонной дуги.
По своему ходу локтевая артерия сопровождается локтевым нервом и двумя венами с аналогичным названием — локтевыми венами (лат. venarum ulnarium).

## Ветвление
От локтевой артерии отходят многочисленные ветви.
- Локтевая возвратная артерия (лат. a. recurrens ulnaris) отходит от медиальной стороны начального отдела локтевой артерии, отдавая переднюю и заднюю ветви.
  - Передняя ветвь локтевой возвратной артерии (лат. r. anterior) направляется вверх и медиально, анастомозирует с нижней коллатеральной локтевой артерией (ответвлением плечевой артерии).
  - Задняя ветвь локтевой возвратной артерии (лат. r. posterior) также направляется кверху, отгибаясь назад, чтобы потом анастомозировать с верхней коллатеральной локтевой артерией (также ответвлением плечевой артерии).
- Межкостная артерия (лат. a. interossea) отходит от начала локтевой артерии и почти сразу делится на две ветви: переднюю и заднюю.
  - Передняя ветвь межкостной артерии направляется дистально по передней поверхности межкостной мембраны. У начала квадратного пронатора передняя ветвь прободает межкостную мембрану, переходя на заднюю сторону предплечья и участвуя в образовании тыльной сети запястья.
  - Задняя ветвь почти сразу после ответвления прободает межкостную мембрану и, следуя к дистальной части предплечья, также участвует в образовании тыльной сети запястья.
- Ладонная запястная ветвь (лат. r. carpalis palmaris) отходит у дистального конца локтевой кости, анастомозирует с одноименной ветвью лучевой артерии.
- Тыльная запястная ветвь (лат. r. carpalis dorsalis) отходит примерно на том же уровне, что и ладонная запястная ветвь. Принимает участие в образовании тыльной сети запястья, анастомозируя с одноименной ветвью лучевой артерии и с ветвями межкостной артерии.
- Глубокая ладонная ветвь (лат. r. palmaris profundus) отходит на уровне гороховидной кости или чуть дистальнее. Далее анастомозирует с концевой ветвью лучевой артерии, образуя глубокую ладонную дугу[4].

## Кровоснабжение
Локтевая артерия кровоснабжает медиальную часть предплечья, запястье и кисть.